# アービーズ

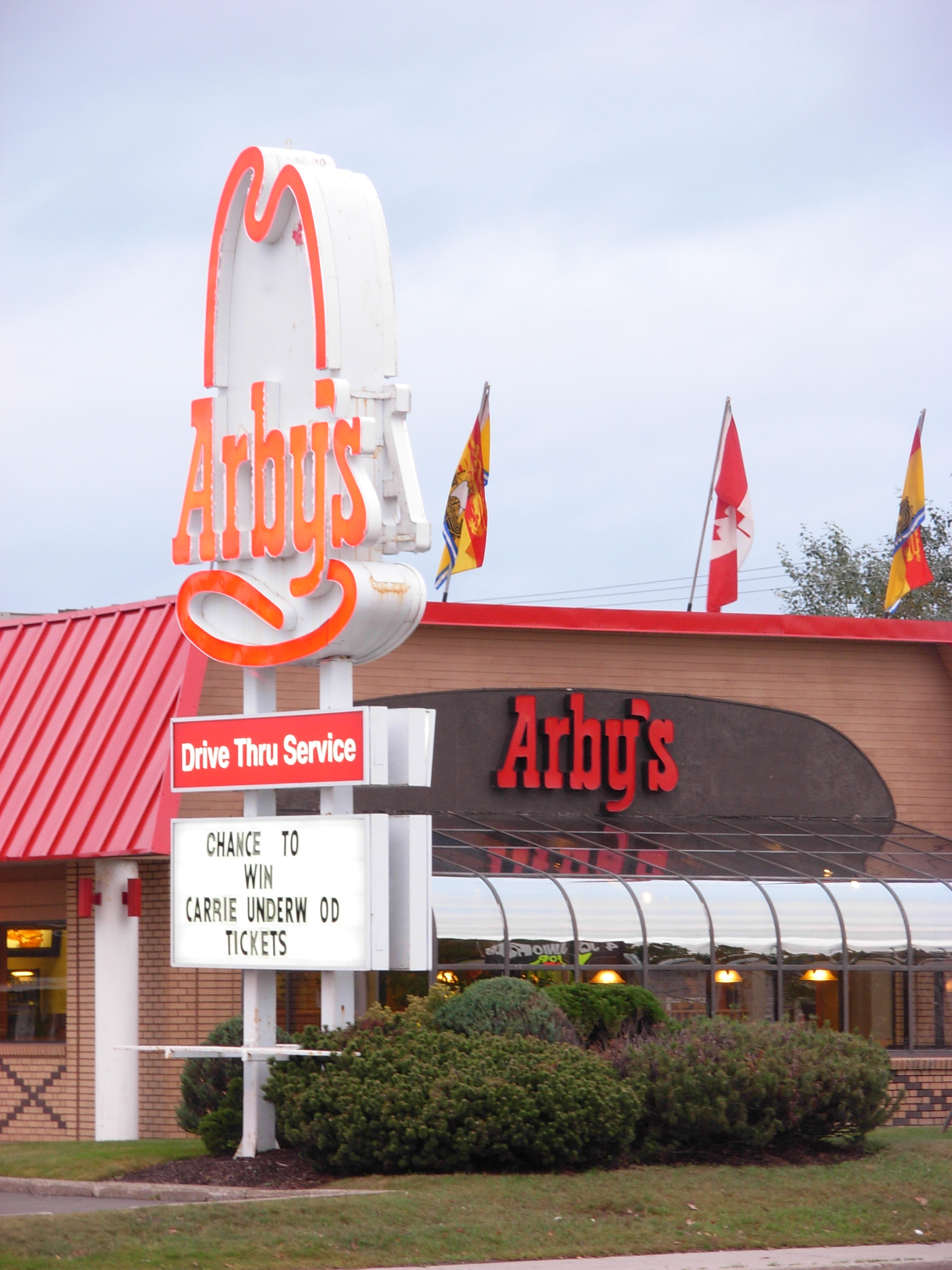
店舗の例

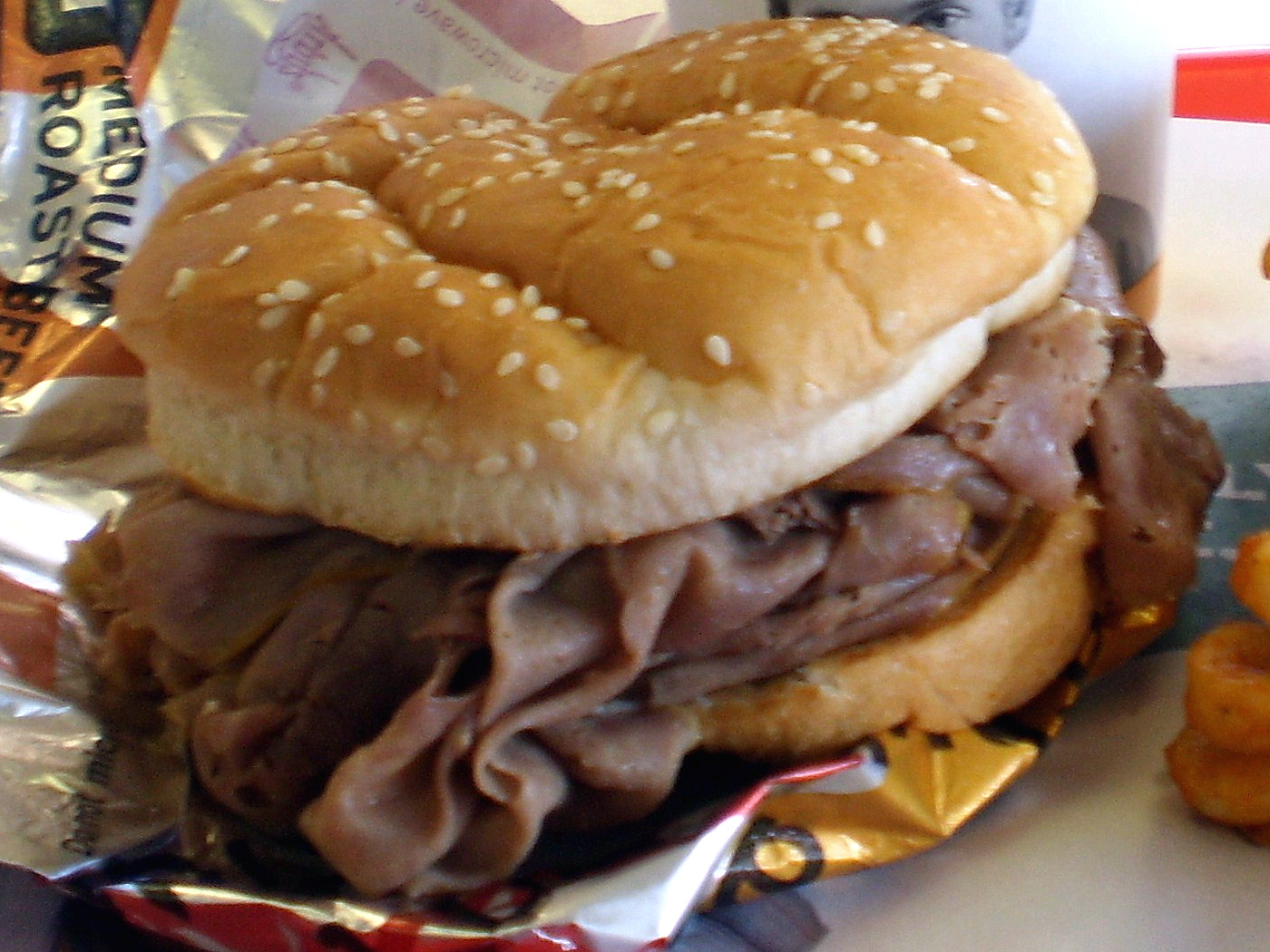
ローストビーフサンドイッチ

アービーズ (英語：Arby's) は、アメリカ合衆国のファストフードチェーンである。オハイオ州発祥であるが、現在はジョージア州アトランタ郊外のサンディスプリングスに本社を置いている。ローストビーフ・バーガーを主力商品としている。

## 概要
フランチャイズ形式で、アメリカ国外にも進出している。マクドナルドやバーガーキングなどの他の有力ファストフードチェーンと比較して、より高い年齢層をターゲットとしている。
一般のファストフードチェーンと違い、薄切りのローストビーフをはさんだ「ローストビーフサンドイッチ｣を主力商品としていて、さっぱりとした食事を提供することが特徴である。中でも、ホースラディッシュ（西洋ワサビ）を使用したホーシーソース (Horsey Sauce) が有名である。

## 歴史
最初の店舗は1964年7月23日、ハンバーガー以外のメニューを主とするファストフードのフランチャイズを展開するという目的で、アメリカ合衆国オハイオ州ヤングスタウンの南に位置するボードマンに設立された。当時のメニューは、ローストビーフバーガー、ポテトチップスと飲料のみであった。
翌年、同州アクロンに2つ目の店舗を設け、1968年より他の州への店舗拡大を開始した。2005年に本社が現在のサンディスプリングスに移転した。
2008年にはウェンディーズを買収して「ウェンディーズ／アービーズグループ」とするが、2011年にRoark Capital Groupに売却されグループを離脱。

## アメリカ国外での展開
2014年現在、米国ではバーモント州、ロードアイランド州を除く48州に、米国以外ではカナダ、トルコ、アラブ首長国連邦、カタールの5ヶ国に店舗を有する。
かつてはフランチャイズによって日本でも店舗が展開されていたが、1997年までに全て閉店した。

### 日本
日本ではニチイが飲食事業の拡大を図ってアービーズと業務提携し、1981年5月に「アービーズ・ジャパン」を設立した。同年8月に神戸市に1号店を開店したのを皮切りに、大都市の繁華街に6店舗出店した後1982年11月に初めて郊外に出店した。5年で50店舗出店するとして日本でのフランチャイズ契約を結んだが、5年後の店舗数は5店舗（不採算により10店舗閉店）に止まった。1986年11月に一度契約期間が満了したが、1987年12月に関東5都県と関西5府県に地域を限って再契約を行った。同時期には知名度向上などを狙って「アービーズ・ケータリングカー」と名付けた大型移動販売車を導入し、大阪府岸和田市を皮切りにイベント会場などに出店した。
当初外装は、米国のアービーズの都心店を基に白を基調としていたが、1983年以降はインショップでの出店を念頭に茶とオレンジを基調とした落ち着いた色合いを採用した。1984年1月には既存店（三宮、京都、六本木、渋谷など）の内外装や看板、品揃えなどを改めた。
1987年3月にはロッテリアや日本ケンタッキーフライドチキンなど7つのフランチャイズチェーンの加盟店であるタニザワフーズがアービーズとフランチャイズ契約を結んだ。タニザワフーズは愛知県岡崎市に本社を置いて東海地方を地盤とする会社で、愛知・岐阜・三重・静岡・山梨の5県と、ニチイ系列が運営する既存店舗と競合しない範囲で京都府と神奈川県に出店する権利を取得した。直営で知立市に1号店を出店し、子会社「谷沢企画」を新設して運営した。1988年には回転率の向上や業務の合理化を図ってPOSシステムを導入した。1989年11月1日時点では5店舗を展開していたが、1990年にフランチャイズ契約を解消した。
ニチイは1991年11月のフランチャイズ契約満了の際に更新をせず、順次閉店した。ニチイ系列の店舗数は直営店9店舗、フランチャイズ加盟店1店舗に止まり、1991年2月期の売上は8億円であった。ニチイは他のハンバーガーチェーンとの差別化を図ってローストビーフサンドイッチ店の展開に乗り出したが、ローストビーフサンドイッチが日本で普及するに至らなかったのが伸び悩みの原因とされる。アービーズ・ジャパンは1992年末に解散し、社員は同じくニチイの飲食事業子会社のコムスに移籍とした。
アービーズ・ジャパンとフランチャイズ契約を結んで渋谷店を経営していたシィディ企画は、米国のアービーズと直接フランチャイズ契約を結んで渋谷店の営業を続けた。その後、1997年9月までに閉店した。

#### かつて日本に存在した店舗

##### ニチイ系列
- 三宮店（兵庫県神戸市中央区三宮町） - 1981年8月22日開店[4]。1号店[4]。1982年時点では注文金額の合計が2,000円以上かつ店舗から10分以内の場所であれば配達可能とする「お届けサービス」があった[19]。
- 池袋店（東京都豊島区東池袋） - 1982年6月1日開店[20]、1984年閉店[9]。首都圏では1店舗目[20]。ビルの1–2階に入居し、客席数は78席[20]。店舗面積は203平方メートル[20]。
- 四条河原町店（京都府京都市下京区四条通寺町東入ル[21]2丁目御旅町） - 1982年7月15日開店[21]。4号店[21]。四条通北側、株式会社カメラのツバメヤ（当時）のビルの1–4階（4階の反道路側半分はスタッフルーム）を使用。1階を厨房とフロントロビー、2–3階を客室（計85席）とする[21]。店舗面積は192平方メートル[21]。開店時の営業時間は8時から22時までで、年中無休[21]。
- 六本木店（東京都港区六本木） - 1982年10月8日開店[22]。5号店で、首都圏では2店舗目[22]。新築ビルの1–3階に入居し、1階をキッチン・フロント・ロビー、2–3階をダイニング（94席）とする[22]。店舗面積は165平方メートル[22]。
- 渋谷店（東京都渋谷区宇田川町） - 1982年10月24日開店[23]。6号店[23]。店舗面積は77平方メートル[23]。1980年代後半にシィディ企画が経営するフランチャイズ加盟店に切り替わり、アービーズ・ジャパンの解散後もシィディ企画が米国のアービーズと直接フランチャイズ契約を結んで営業を続けた[15]。1992年6月下旬新装開店[15]。
- 海老名店（神奈川県海老名市 ニチイ海老名店1階） - 1982年11月開店[5]、1984年閉店[9]。
- 梅田店 - 1983年9月開店[24]。
- 松山店 - 1983年10月開店[24]。フランチャイズ加盟店で、持ち帰り店[24]。
- 福岡清川店（福岡県福岡市中央区清川） - 1983年12月19日開店[24]。10号店で、フランチャイズ加盟店としては3店舗目[24]。店舗面積は125平方メートル[24]。
- 我孫子店（大阪府大阪市住吉区我孫子東二丁目6番8号 ルナ我孫子1階） - 1990年3月2日開店[25]。マンションの1階に入居し、客席数は60席[26]。店舗面積は151平方メートル[26]。ニチイの子会社のコムスによるインテリア販売店「DEKO」（1階）とハンバーグ・ステーキレストラン「ブリックス」（2階）との複合店舗にして集客力の向上を図っている[26]。

- 大山店（東京都板橋区）
- 筑波科学万国博覧会店（茨城県つくば市・万博時限定）
- マイカル本牧店（神奈川県横浜市 マイカル本牧）
- 横浜伊勢佐木町店
- 横浜元町店
- 市が尾店（神奈川県横浜市）
- 松戸店（千葉県松戸市）
- 西宮店（兵庫県西宮市）
- JR芦屋店
- 福岡天神店（福岡県福岡市中央区天神 天神ビブレ21）
- （店名不詳） （高知県高知市：帯屋町商店街）

##### タニザワフーズ系列
- 知立店（愛知県知立市） - 1987年11月開店[11][12][13]。
- 天白植田店[13]（愛知県名古屋市：植田一本松）
- 南陽通り店[13]（愛知県名古屋市：南陽通）

- （店名不詳） （愛知県名古屋市：ユニモール）

## 主なメニュー
現在では、ローストビーフサンドイッチ以外のメニューも存在する。なお、全店舗にここで挙げたメニュー全てが提供されているわけではない。

### ローストビーフサンドイッチ
レギュラーローストビーフ
4インチのゴマ丸パンに3オンスのローストビーフがはさんである。
ジュニアローストビーフ
4インチのゴマ丸パンに2オンスのローストビーフがはさんである。
ジャイアントローストビーフ
4インチのゴマ丸パンに5オンスのローストビーフがはさんである。
スーパーローストビーフ
4インチのゴマ丸パンに、3オンスのローストビーフに加えレタスとトマトがはさんである。
ビッグモンタナ
ゴマ丸パンに8オンスのローストビーフがはさんである。
アービーズ チェダーチーズメルト (Arby's Cheddar Melt)
4インチのゴマ丸パンに、2オンスのローストビーフに、チーズソース（溶けたチーズ）がはさんである。
ビーフン・チェダーチーズ (Beef n' Cheddar)
タマネギ丸パンに、3オンスのローストビーフにチーズソースとレッドランチソース (red ranch sauce)をかけたものをはさんである。
ベーコンビーフン・チェダーチーズ (Bacon Beef n' Cheddar)
タマネギ丸パンに、3オンスのローストビーフに、半サイズの皮を剥いだベーコンをのせ、レッドランチソースをかけたものをはさんである。
最近、ジャイアントローストビーフの名称を「ミディアムローストビーフ」に変更し、ビッグモンタナのローストビーフを1オンス減らし、「ラージローストビーフ」に改名した。

### チキンサンドイッチ
クラシッククリスピーチキン
鶏の胸肉を揚げ、レタス、マヨネーズ、トマトをトッピングし、スタートップパンではさんでいる。
クラシックローストチキンクラブ
低温で焼いた鶏胸肉をトマト、レタス、マヨネーズでトッピングし、スタートップパンはさんでいる。
チキンベーコン＆スイス
鶏の胸肉を揚げ、クリスピーペッパーベーコン、スイスチーズ、レタス、トマト、ハニーマスタードをトーストしたスタートップパンではさんでいる。
ローストチキンベーコンスイス
ローストチキンをトマト、レタス、マヨネーズと、クリスピーペッパーベーコン、スイスチーズ、ハニーマスタードをスタートップパンではさんでいる。

#### バファロークリスピーチキン
鶏の胸肉を揚げバッファローソースに浸し、レタス、パルメザンペッパーコーンランチドレッシングをスタートップパンではさんでい　　　る。

#### バファローローストチキン
ローストチキンをバファローソースとパルメザンペッパーコーンランチドレッシングとレタスではさんでいる。

## その他
- カップには2本の白い線が引いてあるが、2本目の線は従業員にどこまで氷を入れればよいかを示す線である。
- 初期の看板に使用されていたスローガンは、「Arby's Roast Beef Sandwich is delicious.（アービーズのローストビーフサンドイッチは美味しい。）」という非常に単純明快なものであった。
- 1980年代前半のスローガンは、「America's Roast Beef, Yes Sir.（はい、アメリカのローストビーフです。）」。
- 2003年、マスコットのArby's Oven Mittがデビューした。
- 2006年2月、アービーズはリン酸塩や食塩などを添加しない鶏肉を提供する、初のファストフードチェーンとなった。他店では、最大30％ほどの食品添加物が使用されている。